# Yves Massard
 (octobre 2019).
Si vous disposez d'ouvrages ou d'articles de référence ou si vous connaissez des sites web de qualité traitant du thème abordé ici, merci de compléter l'article en donnant les références utiles à sa vérifiabilité et en les liant à la section « Notes et références ».
Pour les articles homonymes, voir Vigneron (homonymie).
Yves Massard (de son vrai nom Yves Louis Paul Marie Vigneron) est un acteur français né le 15 juin 1923 à Sarrebruck et mort le 1er mars 1996 à Saint-Raphaël.

## Biographie
Yves Massard commence sa carrière artistique au théâtre grâce à Pierre Fresnay. Il interprète notamment un rôle dans la pièce Une grande fille toute simple de l'auteur dramatique français André Roussin.
En 1955, il est embauché par Maurice Cloche, découvert avec Ces dames aux chapeaux verts, qui lui propose de jouer dans Un Missionnaire, tourné en Guinée avec Albert Préjean et Charles Vanel.
L'année suivante, il tient l'un de ses rôles les plus importants en incarnant le rôle de Federico dans le film espagnol Grand-rue réalisé en 1956 par Juan Antonio Bardem : il incarne un jeune intellectuel qui a quitté de Madrid pour une petite ville de province, où la grande distraction est la promenade dans la grand-rue où tout le monde se retrouve. Il rejoint un groupe de jeunes hommes désœuvrés qui, pour échapper à l'ennui, participent avec son ami Juan (José Suárez) à un jeu fictif de séduction d'une vieille fille…
Il joue en 1958 dans Rue de la peur (Los Cobardes) de Juan Carlos Thorry (en), avec Claudine Dupuis, l'année suivante  À pleines mains, de Maurice Régamey avec Louis Seigner.
Entre 1961 et 1963, il est « Steph », Stéphane Bernier, champion de tennis, l'homme à la voiture rouge, dans un feuilleton radiophonique sur Radio-Luxembourg.
Yves Massard meurt le 1er mars 1996 dans sa villa du Var où il avait pris sa retraite.

## Filmographie

### Cinéma
- 1946 : La Rose de la mer de Jacques de Baroncelli
- 1948 : Ruy Blas de Pierre Billon
- 1948 : L'Aigle à deux têtes de Jean Cocteau
- 1949 : Jean de la Lune de Marcel Achard
- 1950 : Maître après Dieu de Louis Daquin : un passager juif
- 1951 : Nez de cuir d'Yves Allégret : un gentilhomme
- 1952 : Je suis un mouchard de René Chanas : Henri
- 1953 : Leur dernière nuit de Georges Lacombe : le codétenu du car de police
- 1954 : La Cage aux souris de Jean Gourguet
- 1955 : Un missionnaire de Maurice Cloche : le père Jean Maurel, missionnaire
- 1955 : Soupçons de Pierre Billon
- 1956 : Grand-rue de Juan Antonio Bardem : Federico Rivas
- 1956 : Adorables Démons de Maurice Cloche : M. Charles
- 1957 : SOS Noronha de Georges Rouquier : Froment
- 1957 : Les Suspects de Jean Dréville : l'inspecteur Louis Vignon de la DST
- 1957 : La Tour, prends garde ! de Georges Lampin : le marquis François de Marmande
- 1957 : La Nuit des suspectes de Víctor Merenda : l'inspecteur Duret
- 1958 : Amour, autocar et boîtes de nuit de Walter Kapps
- 1959 : Rue de la peur - (Los cobardès) de Juan Carlos Thorry
- 1959 : À pleines mains de Maurice Regamey : Pierre Chevillon
- 1959 : Quai du Point-du-Jour de Jean Faurez : François
- 1960 : Mariquita, fille de Tabarin de Jesús Franco
- 1960 : Le Pain des Jules de Jacques Séverac : Pascal
- 1961 : Les hommes veulent vivre de Léonide Moguy : Yves Chardin
- 1961 : Los Culpables de Josep Maria Forn
- 1962 : Certains l'aiment noire de Jesús Franco
- 1963 : Seul... à corps perdu de Jean Maley
- 1968 : La Femme écarlate de Jean Valère
- 1969 : Le Passager de la pluie de René Clément : scène coupée au montage
- 1969 : La Peau de Torpedo de Jean Delannoy : l'inspecteur de la filature
- 1978 : Once in Paris... de Frank D. Gilroy
- 1981 : Les Folies d'Élodie de André Génovès
- 1982 : Aphrodite de Robert Fuest : le baron Orloff
- 1982 : On n'est pas sorti de l'auberge de Max Pécas : M. Maréchal
- 1985 : Brigade des mœurs de Max Pécas

### Télévision
- 1959 : Les Cinq Dernières Minutes, épisode Sans en avoir l'air de Claude Loursais : Aldo Casamozza
- 1960 : Rouge d'André Leroux
- 1960 : Le Pain de Jules de Jacques Séverac
- 1973 : Ton amour et ma jeunesse : Jacques Carpentier
- 1975 : Au théâtre ce soir : La Facture de Françoise Dorin, mise en scène Jacques Charon, réalisation Pierre Sabbagh, Théâtre Édouard VII
- 1980 : Au théâtre ce soir : La Chambre mandarine de Robert Thomas, mise en scène Michel Roux, réalisation Pierre Sabbagh, Théâtre Marigny

## Doublage

### Cinéma
- Leslie Nielsen dans :
  - Le Bal de l'horreur (1980) : Raymond Hammond
  - Creepshow (1982) : Richard Vickers

- 1954[1] : Une femme qui s'affiche : le 2d photographe (Harold J. Kennedy)
- 1957 : Douze Hommes en colère : le juré N°12 (Robert Webber)
- 1959 : Tout près de Satan : Franz Loeffler (Robert O. Cornthwaite)
- 1967 : Superman le Diabolique : Larsen[Qui ?]
- 1970 : Waterloo : le Maréchal Ney (Dan O'Herlihy)
- 1971 : Les Doigts croisés : un homme dans l'avion (Trevor Peacock)
- 1972 : Requiem pour un espion : le général Hackett (Alan Oppenheimer)
- 1973 : L'Or noir de l'Oklahoma : Hellman (Jack Palance)
- 1976 : Car Wash : Lonnie (Ivan Dixon)
- 1979 : Kramer contre Kramer : Ackerman (Jess Osuna)
- 1979 : Que le spectacle commence : Dr Ballinger (Michael Tolan)
- 1979 : Maman a cent ans : José (José María Prada)
- 1981 : Le Bateau : le capitaine Heinrich Lehmann-Willenbrock dit le « Vieux » (Jurgen Prochnow) (1er doublage)
- 1981 : Le Prince de New York : Gus Levy (Jerry Orbach)
- 1981 : Hurlements: : Charlie Barton (Noble Willingham)
- 1986 : Le Contrat : Luigi Patrovita (Sam Wanamaker)
- 1987 : Le Dernier Empereur : le gouverneur (Ruocheng Ying)

### Télévision
- 1961-1963 : Les Hommes volants : Jim Buckley (Ken Curtis)
- 1967-1971 : Le Grand Chaparral : Buck Cannon (Cameron Mitchell)

## Théâtre
- 1946 : Auprès de ma blonde de Marcel Achard, mise en scène Pierre Fresnay, Théâtre de la Michodière
- 1948 : Auprès de ma blonde de Marcel Achard, mise en scène Pierre Fresnay, Théâtre des Célestins
- 1950 : Une femme libre d'Armand Salacrou, mise en scène Jacques Dumesnil, Théâtre des Célestins, tournée
- 1953 : La Garce et l'ange de Frédéric Dard, mise en scène Michel de Ré, Théâtre du Grand Guignol
- 1955 : Témoin à charge d'Agatha Christie, mise en scène Pierre Valde, Théâtre Edouard VII
- 1958 : Le Pain des jules d'Ange Bastiani, mise en scène Jean Le Poulain, Théâtre des Arts
- 1959 : Le Pain des jules d'Ange Bastiani, mise en scène Jean Le Poulain, Théâtre des Arts